# Румбо, Урани
Урани Румбо (алб. Urani Rumbo; 1895—1936) — албанская феминистка и общественный деятель, педагог, журналистка и драматург.

## Биография
Родилась в декабре 1895 года в деревне Стегопул недалеко от города Гирокастра Османской империи, ныне Албании. Её отец — Спиро Румбо, был учителем, мать — Атана, была домохозяйкой. В семье, кроме Урани, было ещё три брата — Kornil, Thanas и Dhimitër, а также сестра Emily, которая работала учителем в начальной школе.
Окончила шесть классов школы города Фильяте, где преподавал её отец. В это время познакомилась с произведениями албанских писателей и фольклористов. Изучила кроме албанского греческий язык. С 1910 года Румбо посещала гимназию в Янине, но прервала учёбу из-за начавшейся Балканской войны. Во время этой войны самостоятельно выучила итальянский и французский языки.
С 1916 по 1917 годы работала в городе Dhoksat на юге Албании в качестве преподавателя албанской литературы. В 1917—1918 годах преподавала в городах Mingul и Nokovë, а в 1919 году преподавала в школе De Rada города Гирокастра. В 1920 году Урани Румбо открыла первую албанскую школу для девочек, которой присвоила имя Кото Ходжи — албанского деятеля национально-культурного возрождения. Спустя несколько лет она стала директором этой школы.
В период демократического движения в Албании (1921—1924 годы), Румбо публиковала в газетах Demokratia и Drita статьи, посвящённые проблемам, с которыми сталкиваются албанские женщины, особенно в образовании. В это же время она организовала курсы для женщин по пошиву одежды, вышиванию, музыке, домоводству и садоводству. Кроме этого написала сценарий, по которому в школьном театре была поставлена пьеса, поощряющая девочек к участию в общественной жизни. 23 ноября 1920 года, вместе с активистками Hashibe Harshova, Naxhije Hoxha и Balili Xhemile она основала в Гирокастре общество Gjirokastër Lidhja e Gruas, одно из первых и важных феминистских образований в Албании. В 1923 году Румбо начала кампанию за право девочек посещения лицея Гирокастра, как и мальчикам.
25 июля 1924 года Румбо основала новую феминистскую организацию Përmirësimi («Благоустройство»), где существовали образовательные курсы для женщин разных социальных слоёв. В 1930 году деятельность Урани Румбо не понравилась албанским властям, и она была переведена в город Влёра, где работала до своей смерти 26 марта 1936 года.
Ныне в городе Гирокастра существует школа, носящая имя Урани Румбо.